# David Preiss (Mathematiker)
David Preiss (* 21. Januar 1947 in der Tschechoslowakei) ist ein tschechisch-britischer Mathematiker, der sich mit reeller Analysis und geometrischer Maßtheorie beschäftigt.
Preiss studierte ab 1965 an der Karls-Universität Prag, wo er 1970 bei Ladislav Mišík (1921–2001) promoviert wurde (RNDr.) und 1979 seinen Kandidatentitel erwarb (C Sc.). Er war bis 1990 an der Karls-Universität und danach Professor am University College London (Astor Professor of Pure Mathematics). Zurzeit ist er Professor an der University of Warwick.
Er befasste sich unter anderem mit geometrischer Maßtheorie (z. B. Regularitätsfragen von Strömen, Maßen und Mengen, mathematische Theorie von Fraktalen, Lipschitz Lösungen partieller Differentialgleichungen), nichtlinearer geometrischer Funktionalanalysis (Fragen der Differenzierbarkeit, Isomorphismusprobleme von Banachräumen, Mengenmaße in unendlich dimensionalen Räumen) und klassischer reeller Analysis (Differenzierbarkeitsprobleme, Beschreibung von Ableitungen, verallgemeinerten Integralen, Struktur von Untermengen der reellen Zahlengeraden).
2012 erhielt er den Ostrowski-Preis und 2008 den Pólya-Preis der London Mathematical Society, deren Ratsmitglied (Council member) er zeitweise war. Er ist Fellow der Royal Society (2004) und seit 2003 Ehrenmitglied der Gelehrten Gesellschaft der Tschechischen Republik. 2010 war er Invited Speaker auf dem Internationalen Mathematikerkongress in Hyderabad (Differentiability of Lipschitz functions, structure of null sets and other problems, mit Marianna Csörnyei, Giovanni Alberti) und 1990 auf dem ICM in Kyōto (Differentiability and measures in Banach spaces).
Er war in den Herausgebergremien von Proceedings of the American Mathematical Society, Real Analysis Exchange, Commentationes Mathematicae Universitatis Carolinae und Mathematika.

## Schriften
- Geometry of measures in Euclidean n-space: distribution, rectifiability, and densities, Annals  of Math. (2) 125 (1987), 537–643.
- Geometric measure theory in Banach spaces, in W. B. Johnson, Joram Lindenstrauss (Herausgeber) Handbook of the Geometry of Banach spaces, North Holland, Band 2, 2003, S. 1519–1546
- mit Joram Lindenstrauss, Jaroslav Tiser Frechet differentiability of Lipschitz functions and porous sets in Banach spaces, Princeton University Press, Annals of Mathematical Studies, 2012